# نبات النفل

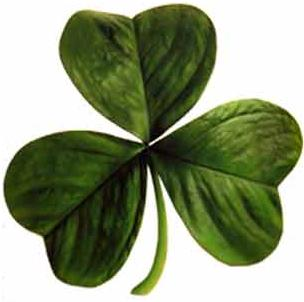
نبتة النفل

نبات النفل  هو العسلوج النضر من البرسيم (النفل)، تستخدم في إيرلندا كرمز، ويقال أن القديس باتريك جعلها ترمز للثالوث المسيحي، يأتي اسم شمروخ من seamróg في اللغة الأيرلندية وهو تصغير للكلمة الأيرلندية التي تعني البرسيم (seamair) وتعني ببساطة «البرسيم الصغير» أو «البرسيم الشاب».
تدل عادة كلمة شمروخ (نفل) على كل أنواع النفل  (النفل الضيق، بالأيرلندية: seamair bhuí) أو النفل الزاحفة  (البرسيم الأبيض، الأيرلندية: seamair bhán). هي من النباتاتثلاثية الأوراق التي تسمى في الغالب النفل أو البرسيم
وقد استخدم النفل تقليديا لخصائصه الطبية وكان ذو شعبية في العصر الفيكتوري.

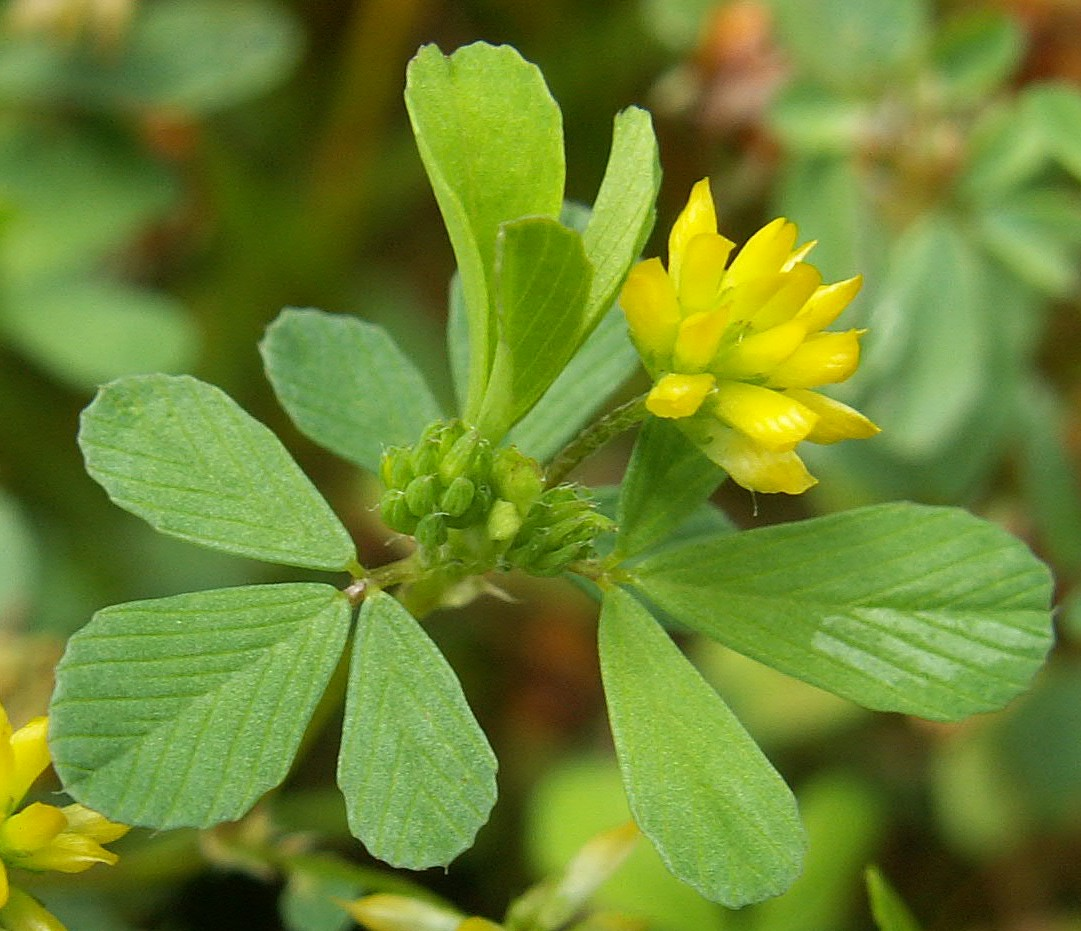
نفل ضيق

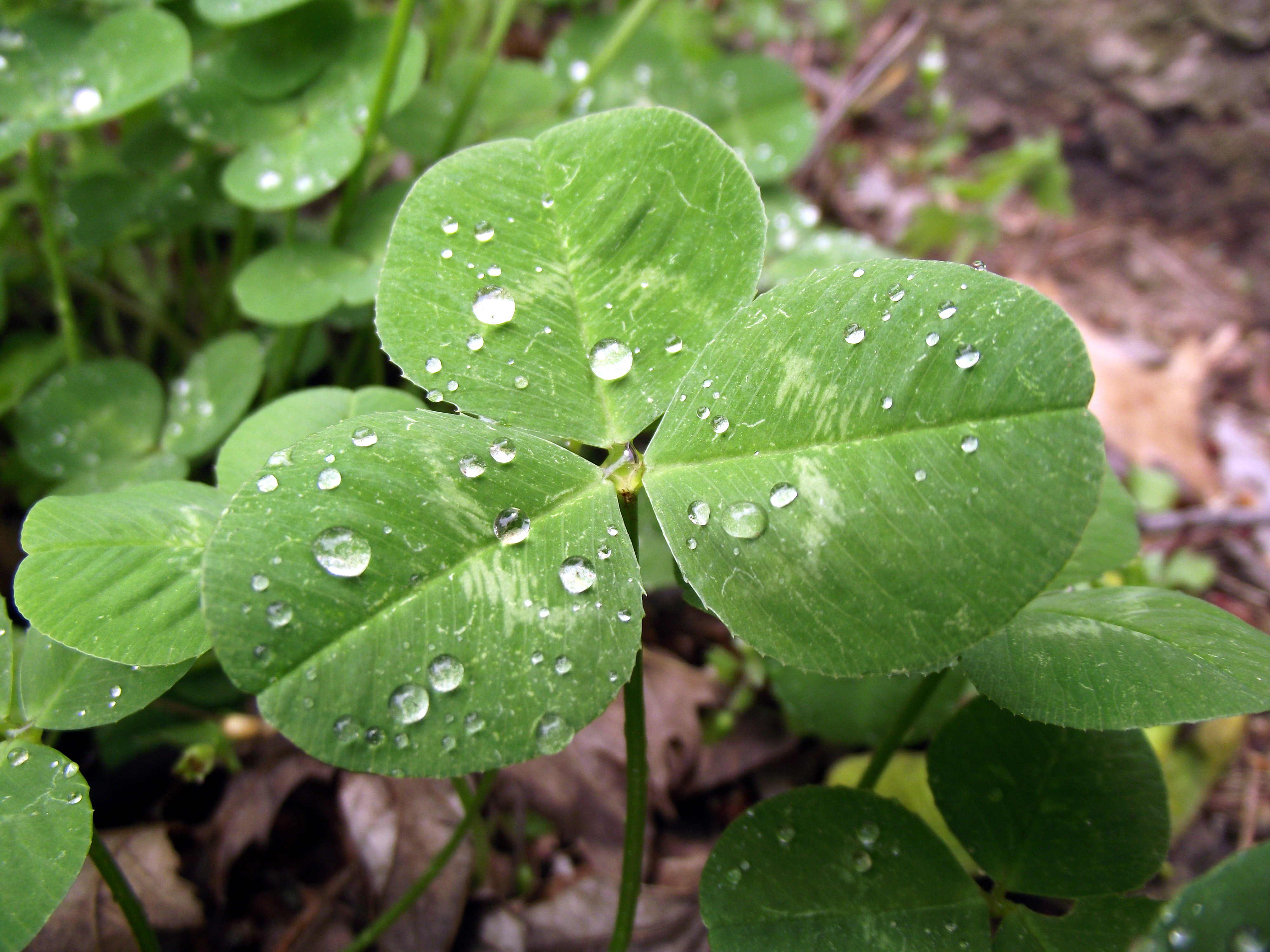
نفل زاحف

علم مونتريال. يقع النفل في الزاوية اليمنى السفلى
AOH logo
شعار أبرشية الروم الكاثوليك في نيوارك بولاية نيو جيرسي
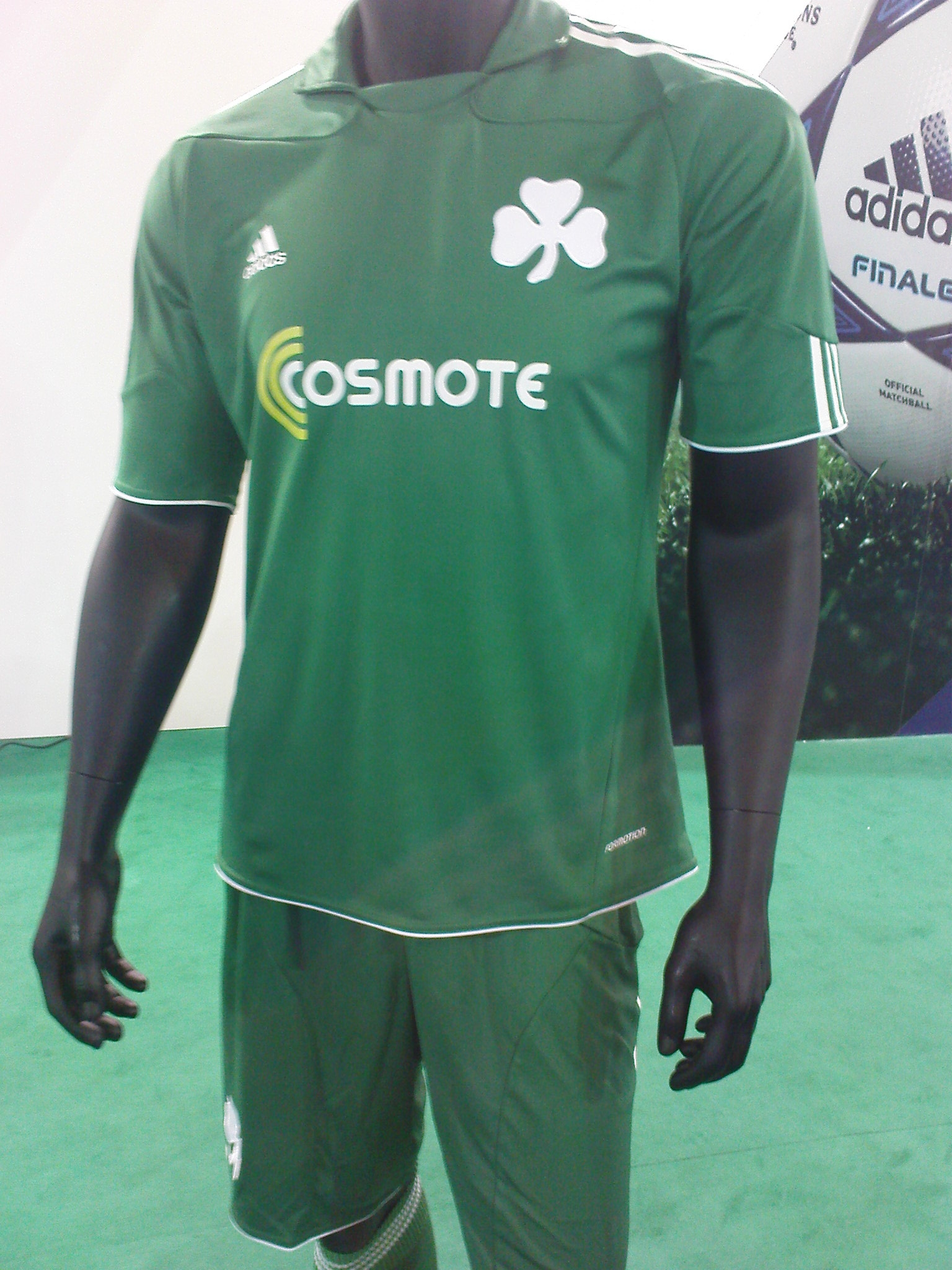
قميص باناثينايكوس